# ショワズール (オート＝マルヌ県)
ショワズール （Choiseul）は、フランス、グラン・テスト地域圏、オート＝マルヌ県のコミューン。ショーモンの東40kmのところにある村である。村は、同じ名前の輝かしいショワズール家の発祥の地である。

## 地理
ショワズールはバシニー地方に属する。オート＝マルヌ県とヴォージュ県の県境から数kmである。村の北側にあるサン・ニコラの丘は標高が400m以上である。ムーズ川の水源は村から15km離れたところにある。

## 歴史
伝説によると、村の名前はウェルキンゲトリクスに負うところがあるという。自らの息子たちを連れていく場所に、村の北にある丘を選んだ（choisi la colline、丘を選ぶ）。よってchoix-d'un-seul（一つの選択）と呼ばれたという。しかし、ウェルキンゲトリクスがフランス語を話せなかったことは確かである。フランス語が登場したのは中世初期だからである。
丘にはかつてショワズールの城、輝かしい一族のゆりかごがあった。フランス王国と神聖ローマ帝国の境界にあったショワズール男爵領は、誰もが渇望する位置を占めていた。
1573年、ショワズール城はシャルル9世の軍によって解体されてしまった。ユグノーたちがここに逃げ込んでいたからである。
1636年から1639年の間、ショワズールではペストが流行した。17世紀の三十年戦争では、クロアチア人とスウェーデン人が村を占領していた。
1665年、ショワズール家は公爵家に取り立てられた。

## 人口統計
| 1962年 | 1968年 | 1975年 | 1982年 | 1990年 | 1999年 | 2009年 | 2013年 |
| ------ | ------ | ------ | ------ | ------ | ------ | ------ | ------ |
| 167    | 155    | 138    | 123    | 101    | 81     | 94     | 87     |

参照元:1962年から1999年までは複数コミューンに住所登録をする者の重複分を除いたもの。それ以降は当該コミューンの人口統計によるもの。1999年までEHESS/Cassini、2006年以降INSEE。